# MF 88
De MF 88 (Frans: Métro Fer appel d'offre 1988) is een type metrotrein op stalen wielen dat dienstdoet op het metronetwerk van de Franse hoofdstad Parijs. De treinen rijden in stellen van drie. De MF 88 wordt uitsluitend gebruikt voor lijn 7bis.
De basis van deze metro was het Boa-prototype, een omgebouwde MF 77 met een vouwbalg zodat de reiziger van het ene naar het andere rijtuig kon lopen. Een voorserie van acht metrostellen werd besteld maar ze bevielen uiterst slecht. Een van de mankementen was dat sommige koppelingen kraakten; daarom werd zelfs de baanvaksnelheid verlaagd tot 40 km/h.

## Afbeeldingen

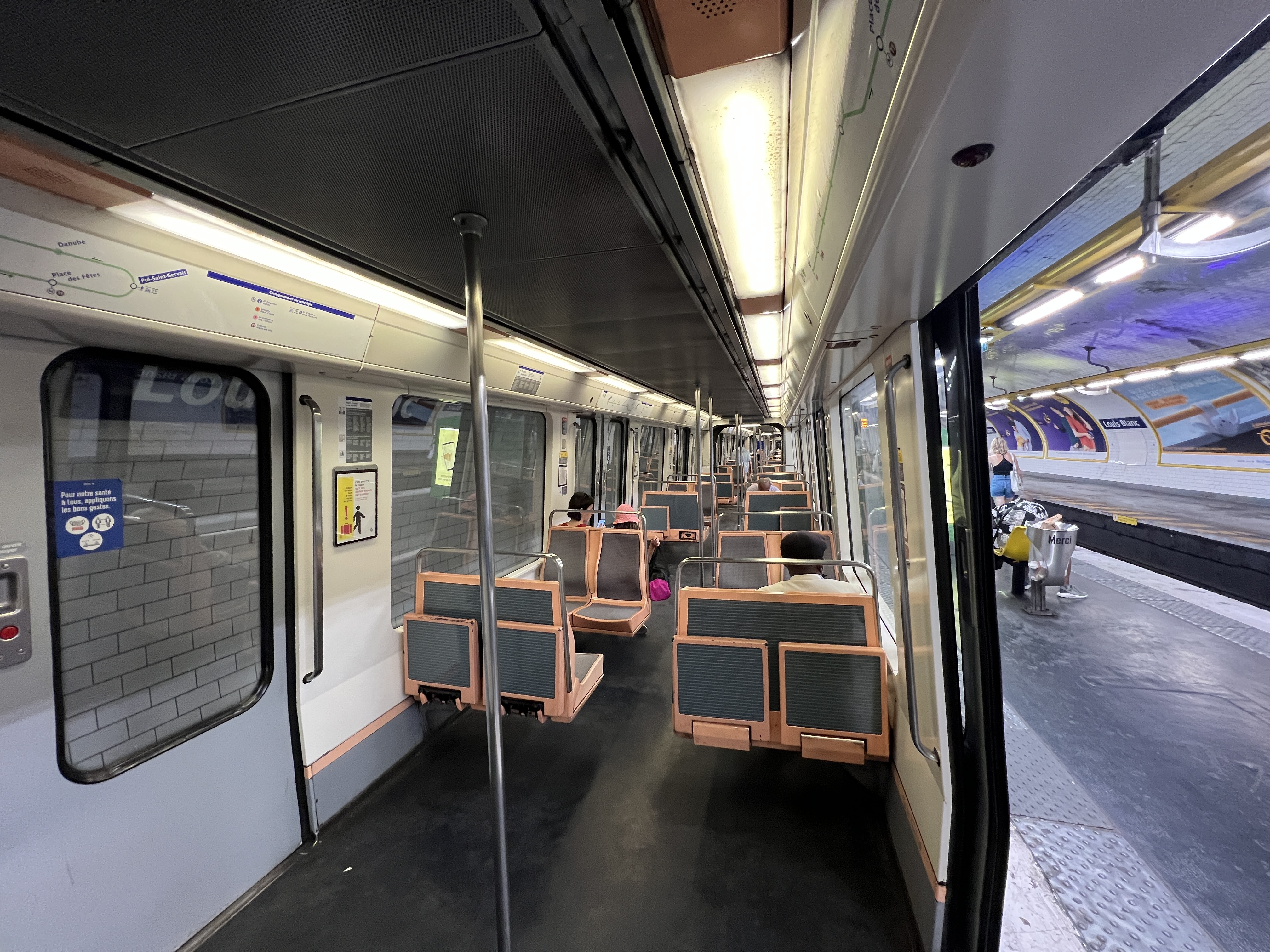
Interieur
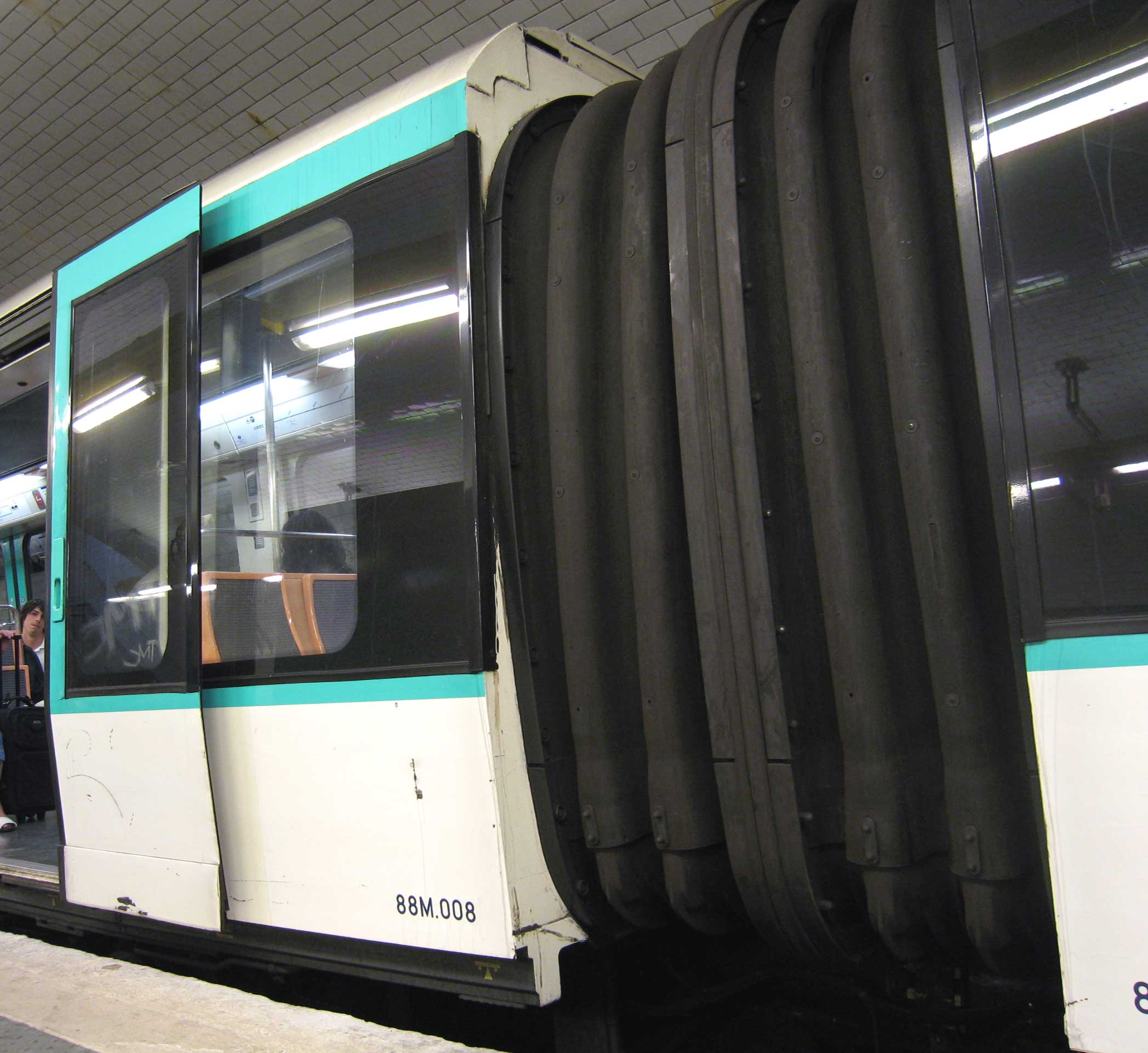
Exterieur met vouwbalg
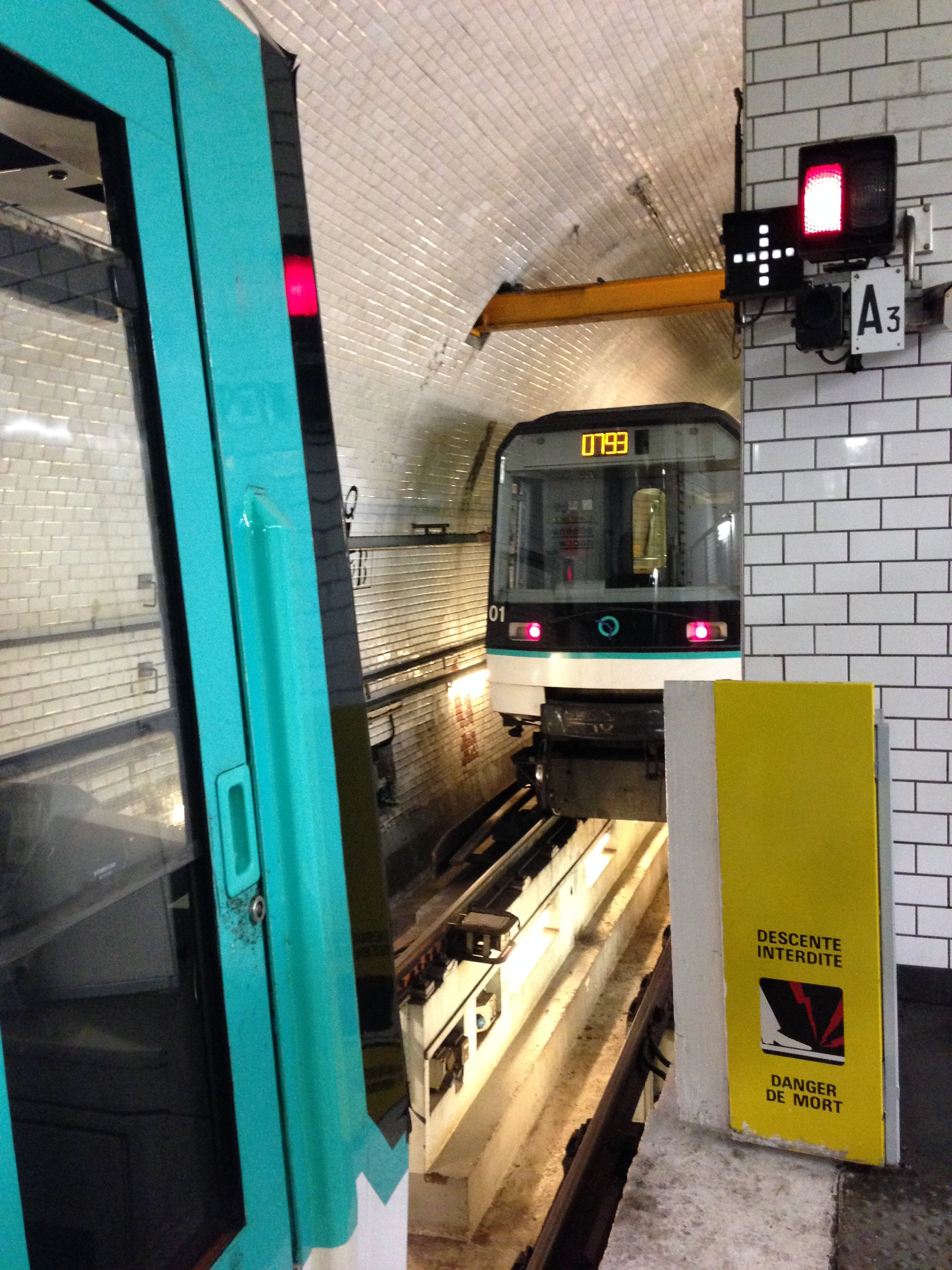
Geparkeerd treinstel na station Pré Saint-Gervais